# Alfred Kaiser
Alfred Kaiser-Saurer y Alain el Mahdi (Arbon, 12 de agosto de 1862 - ib., 4 de abril de 1930) fue un naturalista y explorador suizo.

## Biografía

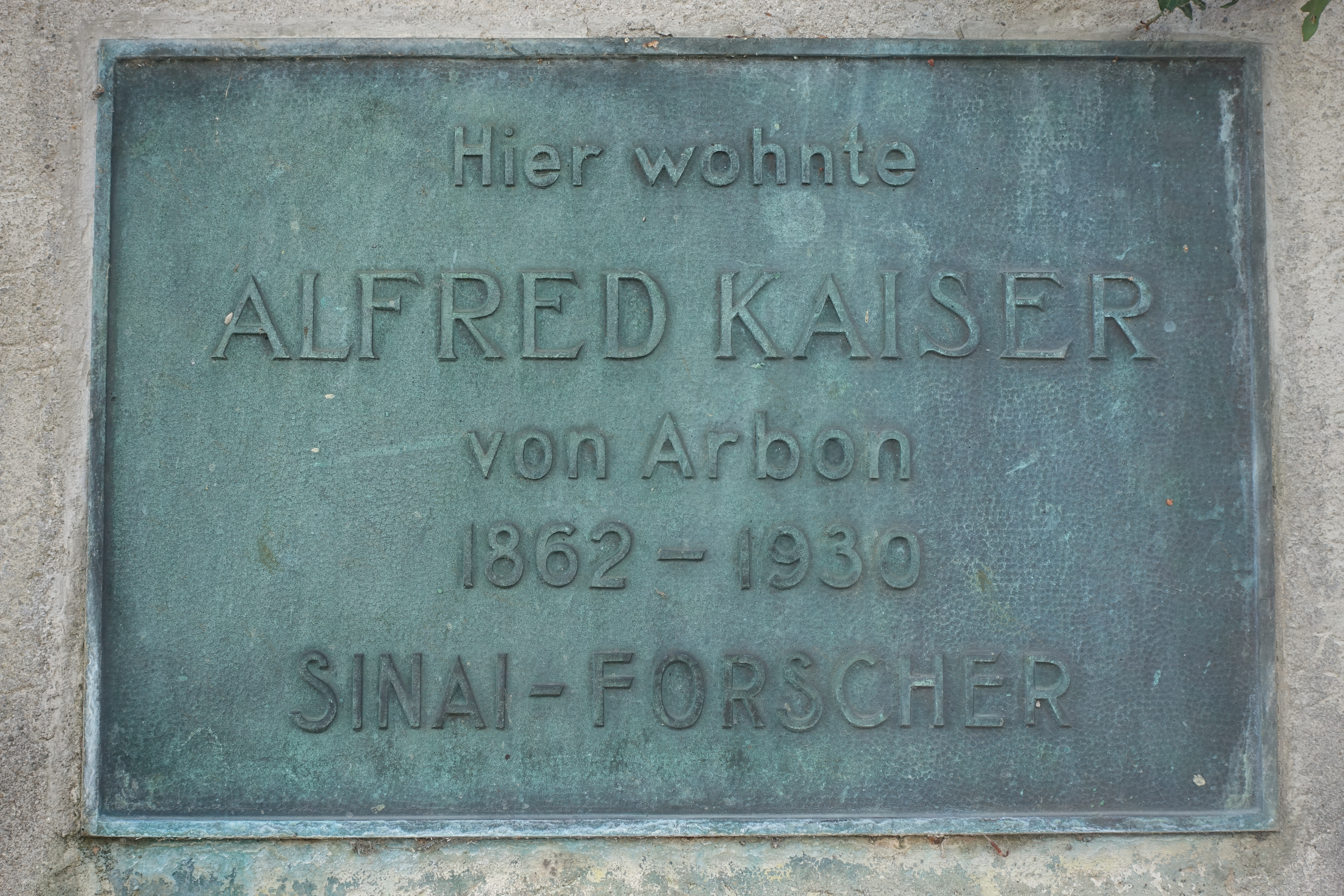
Placa en su casa de Arbon

Fue hijo del diseñador Christian Kaiser y de Elisabeth Ebnetter. En 1880, Kaiser viajó a Egipto y recorrió regiones desérticas como trabajador eventual. En 1882, regresó a Suiza y se formó como taxidermista en San Galo. En 1884, fue nombrado naturalista de un museo de El Cairo y entró en contacto con investigadores y naturalistas.  
En 1886, viajó por primera vez al Sinaí y realizó estudios biológicos, geológicos y etnográficos, que tuvo que interrumpir debido a una enfermedad. Después de un segundo viaje al Sinaí, regresó a Suiza y continuó su educación en Zúrich y Múnich. En 1890 se casó con Karolina Guyer, que le acompañó durante su tercer viaje al Sinaí.
En la ciudad portuaria de El-Tor, a orillas del Mar Rojo, fundó una estación científica, y se dedicó a la venta de objetos de colección para obtener ingresos. Después de tres años en El-Tor, su esposa y su hijo, que nació allí, murieron de cólera. Kaiser se convirtió al islam, adoptó el nombre de Alain El Mahdi y dejó escrito en la pared de una cueva: «Alain El Mahdi, hijo de Kaiser, de la tierra de Helvecia, que vive en Kurum». En 1899, se casó con Mathilde Huber y ambos se mudaron a Berlín-Charlottenburg. Kaiser se convirtió en asesor científico de la Sociedad del Noroeste de Camerún y viajó por Eritrea y Uganda. La Organización Sionista Mundial le encargó investigar si se podía fundar una colonia judía en el África Oriental Británica, lo que resultó imposible. En 1904, realizó un nuevo viaje al Sinaí, esta vez con el botánico Johann Andreas Kneucker.
Kaiser viajó por el norte de África para examinar las oportunidades comerciales para empresas suizas. En 1909, el Consejo Federal suizo le nombró agente comercial para Egipto. Renunció a este cargo en 1919, para concentrarse en los estudios sobre la península del Sinaí y preparó sus colecciones científicas compuestas por notas, dibujos, bocetos y fotografías. En abril de 1926, Kaiser y su esposa viajaron por última vez a los valles del sur del Sinaí, hasta el Monasterio de Santa Catalina, y regresaron a Arbon en octubre de 1927. Ese mismo año, Kaiser se convirtió en miembro honorario de la Sociedad de Ciencias Naturales del Cantón de Turgovia.
Quería concluir la obra de su vida con una monografía sobre el Sinaí pero un derrame cerebral acabó con su vida a principios de abril de 1930.  Dejó publicados numerosos artículos en revistas científicas y libros sobre sus expediciones por África y el Sinaí.